# 세인트 클레어의 쌍둥이
세인트 클레어의 쌍둥이는 에니드 블라이튼의 소설이다. 영국의 여자 기숙학교를 배경으로 한다. 세인트 클레어 시리즈의 첫번째 작품이다. 1941년에 출간되었다.

## 줄거리
레드루프스라는 엘리트 학교에서 방금 학교를 졸업한 패트리시아와 이사벨 오설리번은 고등학교에 진학하게 된다. 

## 등장인물
- 패트리시아 오설리번
- 이사벨 오설리번

### 친구들
- 베라
- 자넷
- 힐러리
- 캐슬린
- 도리스

### 선배들
- 벨린다
- 위니프레드